# Kabaret Siedem Kotów
Kabaret Siedem Kotów – kabaret działający w latach 1946–1947 w Krakowie. Założycielami byli Janina Ipohorska, Marian Eile i Roman Szydłowski. Był to pierwszy polski powojenny kabaret.
Kabaret powstał w listopadzie 1946 i istniał jeden sezon; prezentował piosenki, lirykę, żart polityczny, skecze obyczajowe.
Obok tekstów Gałczyńskiego, w kabarecie prezentowane były także przedwojenne szlagiery, np. Czarna Mańka wykonywana niegdyś w kabarecie Momus i Stefania Tadeusza Boya-Żeleńskiego.
W kabarecie występowali tacy artyści jak: Irena Kwiatkowska, Alicja Kamińska, Tadeusz Olsza, Ludwik Sempoliński, Hanka Bielicka, konferansjerem był Jerzy Waldorff. Muzykę do większości piosenek pisała Anda Kitschman. W pierwszym programie kabaretu Gałczyński występował kilkakrotnie recytując swe wiersze.